# 제이슨 에버스

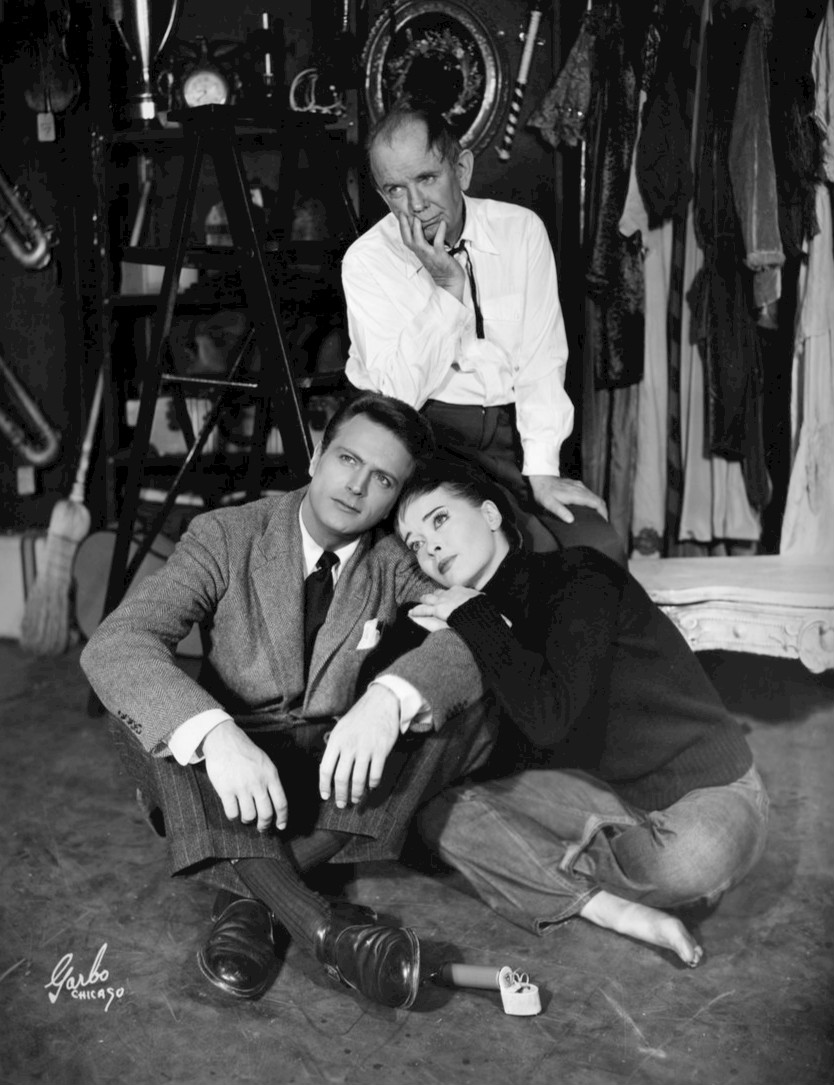

제이슨 에버스(Jason Evers, 1922년 1월 2일 ~ 2005년 3월 13일)는 미국의 연극 배우, 텔레비전 배우, 영화배우이다.
뉴욕에서 태어났으며 로스앤젤레스에서 사망하였다. 사인은 심근 경색이다.  포리스트 론 메모리얼 파크에 매장되었다.

## 영화
- 바스켓 케이스 2 (1990년)
- 더 폴 가이 (1981년)
- 버뮤다 2만리 (1977년)
- 명탐정 바나비 존즈 (1973년)
- 샌프란시스코 수사반 (1972년)
- 119 구조대 (1972년)
- 혹성 탈출 3 - 제3의 인류 (1971년) - E-2 역
- 하와이 5-0수사대 (1968년)
- 그린 베레 (1968년)
- 제5전선 (1966년)
- FBI (1965년)
- 서부를 향해 달려라 (1965년)
- 타잔 - 론 엘리 편 1 (1965년)
- 브레인 댓 우든트 다이 (1962년)
- 보난자 (1959년)
- 페리 메이슨 (1957년)
- 딜론 보안관 (1955년)
- 샤이안 (1955년)
- 빌코 상사 (1955년)
- 그리니치 빌리지 (1944년)